# Jodia sericea
Jodia sericea är en fjärilsart som beskrevs av Butler 1878. Jodia sericea ingår i släktet Jodia och familjen nattflyn. Inga underarter finns listade i Catalogue of Life.